# NC.A
Đây là một tên người Triều Tiên, họ là Im.
Im So-eun (Hangul: 임소은, Hanja: 任昭垠, Hán-Việt: Lâm Tố Ân, sinh ngày 7 tháng 10 năm 1996), được biết đến với nghệ danh NC.A (tiếng Hàn: 앤씨아), viết tắt của từ New Creative Artist, là một nữ ca sĩ người Hàn Quốc. Cô là thành viên của nhóm nhạc nữ dự án Uni.T do The Unit Culture Industry Company quản lý.

## Tiểu sử
NC.A sinh ngày 7 tháng 10 năm 1996 tại Osan, Gyeonggi, Hàn Quốc. Cô theo học Trường trung học Osan và theo học Trường Trung học Nghệ thuật Hanlim, cô tốt nghiệp vào tháng 2 năm 2015.
Trước khi tốt nghiệp trung học cơ sở, cô bắt đầu học một học viện âm nhạc. Cô ấy biểu diễn ở đó và một người nào đó đã ghi video và tải lên trực tuyến. Video kết thúc trong tay Chae Jong-ju, Giám đốc điều hành của JJHolic Media, người sau này đã mời cô tham gia buổi thử giọng. Sau khi vượt qua các buổi thử giọng, cô đã trở thành một thực tập sinh.
Năm 2012, cô biểu diễn trong một buổi hòa nhạc của người bạn đời của cô, Yurisangja.

## Sự nghiệp

### 2013: Ra mắt với "My Student Teacher", "Oh My God"
Vào ngày 11 tháng 8 năm 2013, NC.A phát hành đĩa đơn đầu tay kỹ thuật số của cô "My Student Teacher". Bài hát, lời bài hát nói về cuộc sống trung học, được sáng tác bởi Park Seung-hwa của Yurisangja, được viết bởi Lee Ji-won và do Seo Jung-jin biên soạn, trình bày Lee Hye-ri.
Cô đóng vai trò của một học sinh trung học trong Reply 1994 của tvN. Đạo diễn sản xuất của bộ phim Shin Won-ho đã có một bức ảnh trước khi ra mắt và yêu cầu cô thử vai cho bộ phim. Vào ngày 15 tháng 11, cô phát hành đĩa đơn thứ hai "Oh My God", lần này cô xuất hiện trong video âm nhạc.

### 2014: "Hello Baby", "Scent of NC.A", "Crazy You", "Hoo Hoo Hoo"
Vào ngày 21 tháng 3 năm 2014, NC.A phát hành đĩa đơn kỹ thuật số "Hello Baby". Sau single này, NC.A đã phát hành mini-album đầu tiên của cô vào ngày 9 tháng 4. Cùng với Sungwon từ A-Prince, NC.A sẽ là MC của chương trình âm nhạc mới Reformat xếp hạng sẽ phát sóng từ thứ Hai đến thứ Sáu tại 12 giờ KST. Buổi ra mắt vào ngày 7 tháng 4. Cùng ngày, teaser của MV "I'm Different" được phát hành trên kênh YouTube chính thức của NC.A. Vào ngày 9 tháng 4, cô phát hành video âm nhạc cho "I'm Different". Vào ngày 28 tháng 8, NC.A đã đăng trên Twitter một thông báo tuyên bố cô sẽ phát hành đĩa đơn mới vào ngày 2 tháng 9.
Vào ngày 2 tháng 9, NC.A đã phát hành single kỹ thuật số "Crazy You" với Sims of MIB như một sự ngạc nhiên cho người hâm mộ, NC.A đã phát hành video âm nhạc vào ngày 20 tháng 9. Vào ngày 18 tháng 12, NC.A đã phát hành MV cho Hoo Hoo Hoo.

### 2015–nay: "Coming Soon", "Cinderella Time", "Vanilla Shake", "Time To Be A Woman",The UnitvàUNI.T
Vào ngày 31 tháng 12, NC.A đã đăng teaser cho single mới của cô "Coming Soon" trên kênh YouTube của cô, thông báo rằng nó sẽ ra mắt vào ngày 5 tháng 1. Coming Soon là một bài hát về một cô gái muốn thú nhận tình cảm của cô với cậu bé mà cô đang ngưỡng mộ. Cô đã tổ chức giai đoạn ra mắt "Coming Soon" trên Music Bank 2 tháng 1 của KBS. Bài hát và MV đã được phát hành ngày 5 tháng 1. "Coming Soon" là lần rap đầu tiên của NC.A khi ra mắt kể từ khi ra mắt.
Vào ngày 21 tháng 2, NC.A đã thông báo rằng cô sẽ trở lại với một bản ballad vào tháng 3.
Thông qua Facebook và Twitter chính thức của NC.A, nó đã được công bố vào ngày 25 tháng 3, ngày hôm sau cô ấy sẽ phát hành single Cinderella Time mới của cô ấy và họ đăng những hình ảnh khái niệm. Đĩa đơn và MV được phát hành vào ngày 26 tháng 3 và trong MV Sungjae của BTOB và Dino của Halo xuất hiện.
Nó đã được thông báo rằng NC.A sẽ làm cho sự trở lại của cô vào tháng 7. Thông qua Facebook chính thức của cô, NC.A đăng một lời trêu ghẹo cho Vanilla Shake cho thấy cô ấy trong một mái tóc ngắn và sau đó đăng rằng nó sẽ được phát hành ngày 20 cùng tháng.
Vào ngày 20 tháng 7, NC.A đã phát hành ca khúc mới của cô, Vanilla Shake và Jeong Jae Yong và NS Yoon-G đã xuất hiện trong MV.
Cô phát hành bản OST "Instinct" cho bộ phim The Law of the Jungle vào ngày 23.
NC.A được tham gia trong bộ phim truyền hình Three by Three cùng với Fiestar's Jei và Dal Shabet's Jiyul.
Thông qua dự án để tài trợ cho album Makestar, NC.A đã yêu cầu người hâm mộ tài trợ cho album đầu tiên của cô sẽ được phát hành vào tháng 5 năm 2016.
Vào tháng 10 năm 2017, NC.A đã tham gia chương trình thực tế sống còn của Hàn Quốc, The Unit. Khái niệm về chương trình là hình thành các nhóm đơn vị nam và nữ gồm 9 thành viên, trong số những thần tượng đã ra mắt. Trong tập cuối cùng NC.A xếp hạng 3, do đó làm cho cô trở thành 1 trong số 9 thành viên của nhóm nhạc nữ dự án UNI.T.

## Danh sách đĩa nhạc

### Album phòng thu
| Title              | Album | Xếp hạng | Xếp hạng | Xếp hạng | Doanh số |
| Title              | Album | KOR      | JPN      | US World | Doanh số |
| ------------------ | --- | -------- | -------- | -------- | -------- |
| Time To Be A Woman | - Phát hành: 28 tháng 10 năm 2016 - Định dạng: CD, Tải nhạc kĩ thuật số - Hãng đĩa: JJ Holic Media Track listing 1. Next Station 2. U in me 3. Hoo Hoo Hoo 4. Vanilla Shake 5. Coming Soon 6. Curfew 7. Look Crazy (Feat. Sims Of M.I.B) 8. How much more... (Feat. Shinji) 9. Instinct 10. Next station (Inst.) |          |          |          | - KOR:   |

### EP mở rộng
| Tên           | Chi tiết Album | Xếp hạng | Doanh số     |
| Tên           | Chi tiết Album | KOR      | Doanh số     |
| ------------- | --- | -------- | ------------ |
| Scent Of NC.A | - Phát hành: 9 tháng 4 năm 2014 - Hãng đĩa: JJ Holic Media - Format: CD, Tải nhạc kĩ thuật số Bài hát 1. I'm Different 2. Hello Baby 3. My Student Teacher 4. Oh My God 5. I'm Different (Instrumental) 6. Hello Baby (Instrumental) | 16       | - KOR: 1,230 |

### OST
| Tên                                        | Chi tiết Album | Xếp hạng | Doanh số |
| Tên                                        | Chi tiết Album | KOR      | Doanh số |
| ------------------------------------------ | --- | -------- | -------- |
| Immortal Song: Summer Songs Special Part.2 | - Phát hành: 12 tháng 7 năm 2014 - Hãng đĩa: LOEN Entertainment - Định dạng: CD, tải nhạc kĩ thuật số Bài hát 1. Clouds And I 2. Just Like That 3. Playing With Fire 4. 세상 모르고 살았노라 5. How About Me 6. It Is Wind 7. 해변으로 가요 |          | - KOR:   |
| The Girl Who Can See Smells Pt. 8          | - Phát hành: 7 tháng 5 năm 2015 - Hãng đĩa: LOEN Entertainment - Format: CD, Tải nhạc kĩ thuật số Bài hát 1. Just 5 More Minutes 2. Excuse Me 3. Just 5 More Minutes (Inst.) 4. Excuse Me (Inst.)                                           |          | - KOR:   |

## Danh sách video

### Video âm nhạc
| Năm  | Tên                               | Thời gian | Ghi chú                                                                     |
| ---- | --------------------------------- | --------- | --------------------------------------------------------------------------- |
| 2013 | "My Student Teacher (Drama Ver.)" | 03:52     | Debut MV starring Girl's Day's Hyeri directed by NAIVE Creative Productions |
| 2013 | "My Student Teacher (Lip Ver.)"   | 03:34     | directed by NAIVE Creative Productions                                      |
| 2013 | "Oh My God"                       | 03:19     |                                                                             |
| 2014 | "I'm Different"                   | 03:29     |                                                                             |
| 2014 | "Crazy You"                       | 03:27     |                                                                             |
| 2014 | "Hoo Hoo Hoo"                     | 00:56     |                                                                             |
| 2015 | "Coming Soon"                     | 03:21     |                                                                             |
| 2015 | "Cinderella Time"                 | 03:41     | Cùng với Sungjae (BTOB) và Dino (Halo)                                      |
| 2015 | "Vanilla Shake"                   | 03:32     | Cùng với Jeong Jae Yong và NS Yoon-G                                        |
| 2015 | "How Long Time..."                | 03:42     | Cùng với Shinji                                                             |
| 2016 | "Next Station"                    | 03:48     |                                                                             |

### Xuất hiện trong các video âm nhạc
| Năm  | Bài hát      | Nghệ sĩ       |
| ---- | ------------ | ------------- |
| 2014 | 치사치사치사 | Seo Young Eun |
| 2015 | Did You Eat? | The Shorties  |

## Danh sách phim

### Chương trình đa dạng
| Năm  | Kênh truyền hình | Show                             | Ghi chú                                                   |
| ---- | ---------------- | -------------------------------- | --------------------------------------------------------- |
| 2013 | SBS              | Cultwo Show                      |                                                           |
| 2014 | MBC Every 1      | Weekly Idol                      | Xuất hiện trong vai Hyosung.                              |
| 2014 | Arirang          | Pops in Seoul                    |                                                           |
| 2014 | MBC              | Ailee's Vitamin                  | Khách mời trong tập đầu tiên                              |
| 2014 | KBS              | Happy Together 3                 | Khách mời trong tập 346                                   |
| 2014 | Tooniverse       | Thunderstruck Stationary 2       | Chương trình trẻ em                                       |
| 2014 | MBC Music        | NC.A in Fukuoka                  | Có tổng cộng 4 tập                                        |
| 2015 | Arirang          | Arirang Radio                    |                                                           |
| 2015 | SBS              | Star King                        |                                                           |
| 2015 | KBS              |                                  |                                                           |
| 2015 | Arirang          | Pops in Seoul                    |                                                           |
| 2015 | KBS2             | Crisis Escape Number 1           |                                                           |
| 2015 | MBC              | King of Mask Singer              | Đánh giá của khách                                        |
| 2015 | OGN              | OnGameNet From Start Till Clear  | Khách trên ep 226, 231, 232                               |
| 2015 | JTBC             | Hidden Singer 4                  | Tham luận viên                                            |
| 2016 | MBC              | King of Mask Singer              | Thí sinh hát "Don't Forget Me a Forget-me-not", tập 77-78 |
| 2017 | KBS              | The Unit: Idol Rebooting Project | Xếp thứ 3 chung cuộc                                      |

### Phim truyền hình
| Năm  | Kênh truyền hình | Phim                       | Vai trò                                      |
| ---- | ---------------- | -------------------------- | -------------------------------------------- |
| 2013 | tvN              | Reply 1994                 | Sinh viên/bạn của Sooksookie (Yook Sung-jae) |
| 2014 | Tooniverse       | Thunderstruck Stationery 2 | NC.A                                         |
| 2015 | Web drama        | Three by Three             | TBA                                          |
| 2018 | KBS 2TV          | To. Jenny                  | Eileen                                       |

### Chương trình truyền hình
- 2014: Ranking Reformat 8